# Bodo Ramelow
Bodo Ramelow (* 16. února 1956, Osterholz-Scharmbeck) je německý levicový politik, zastávající od roku 2014 za stranu postkomunistické levice (Die Linke) úřad ministerského předsedy Svobodného státu Durynsko. V březnu 2025 byl zvolen viceprezidentem německého Bundestagu.

## Životopis
Bodo Ramelow se narodil v Dolním Sasku; vystudoval střední odbornou školu (FOS) v Marburgu. V roce 1999 vstoupil sice do německé Strany demokratického socialismu (PDS), avšak nikdy nebyl členem Sjednocené socialistické strany Německa (SED).

### Ministerský předseda Svobodného státu Durynsko
V roce 2014 se stal po uzavření koalice Zelených, Sociálnědemokratické strany s postkomunistickou levicí vůbec prvním postkomunistickým ministerským předsedou po pádu Železné opony v Německu.

### Osobní život
Bodo Ramelow je od roku 2006 ženatý s Germanou Alberti vom Hofe, naturalizovanou Němkou italského původu. Vyznáním je věřící protestant.